# Тарноуэр, Герман
Герман Тарноуэр ( (англ.) Herman Tarnower) (18 марта 1910 года — 10 марта 1980 года) — американский кардиолог, диетолог и соавтор книги «The Complete Scarsdale Medical Diet» (1978), впоследствии ставшей бестселлером. Он был создателем «диеты Скарсдейл» — эффективной, но критикуемой системы избавления от лишнего веса. 10 марта 1980 года Тарноуэр был застрелен своей любовницей, школьной директрисой Джин Харрис.

## Биография
Герман Тарноуэр родился в Бруклине в семье еврейских иммигрантов. Его отец был богатым промышленником, семья Тарноуэра ни в чём не нуждалась. Ещё ребёнком Герман стал читать классическую литературу и научные трактаты. Он отучился в Сиракузском университете, где в 1933 году получил степень доктора медицины. Он стал врачом, специализирующимся на кардиологии.

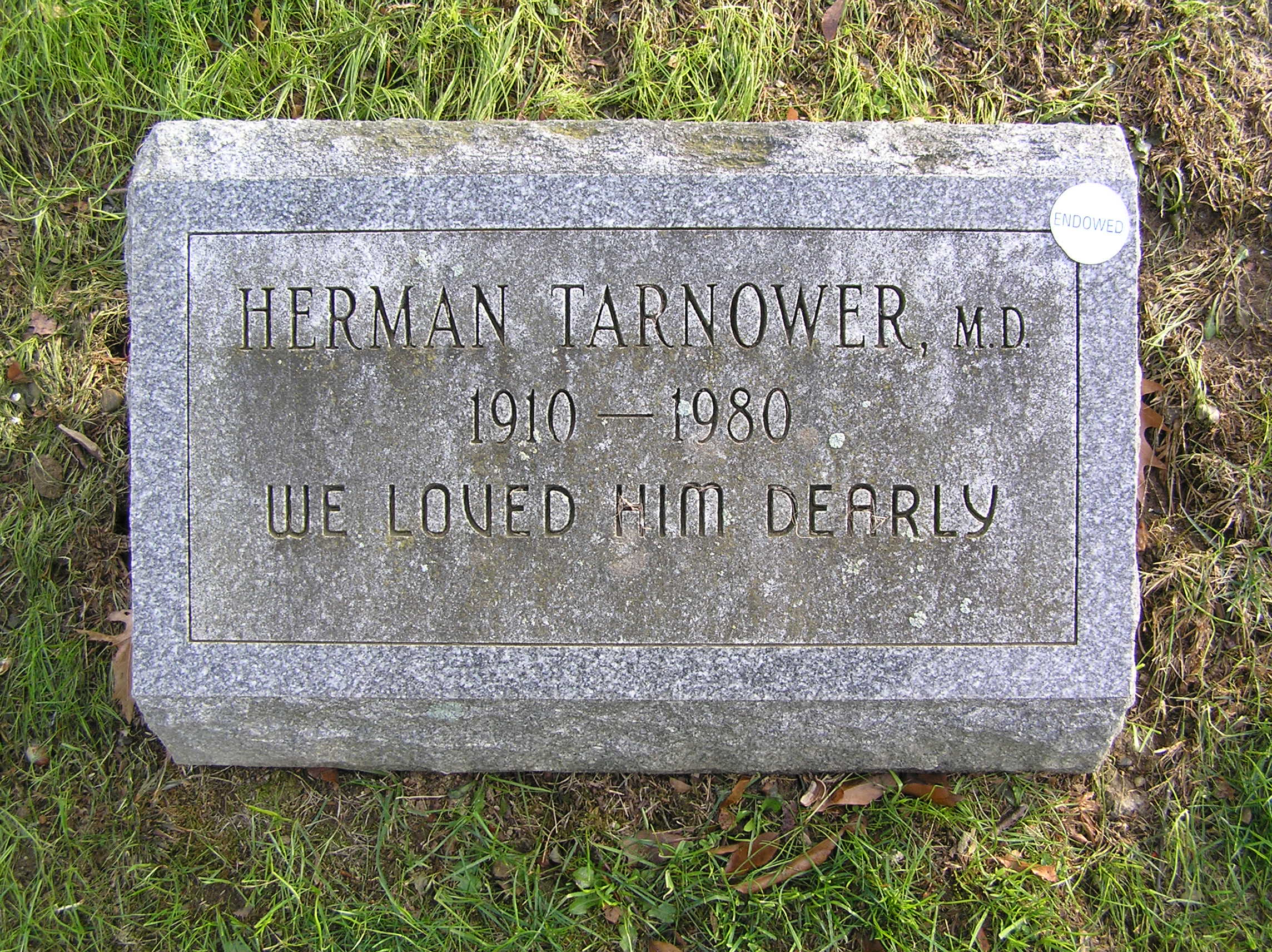
Могила Германа Тарноуэра

Потом он 2 года стажировался в Англии и Голландии. Затем вернулся в Америку, в небольшой городок Скарсдейл, где поселился в престижном квартале. Он стал преуспевающим кардиологом и вскоре разбогател. Во время Второй мировой войны Тарноуэр служил в армейском госпитале. После атомной бомбардировки Хиросимы и Нагасаки он был включен в состав группы медиков, которая работала на пепелище. После войны вернулся в Скарсдейл.
В 1966 году Тарноуэр познакомился с разведённой учительницей Джин Харрис, с которой у него начался бурный роман. Он стал приглашать её в театры, рестораны, а потом они перешли к интимной близости. Убежденный холостяк, он не хотел вступать в брак с Джин. Их отношения стали ухудшаться, так как Джин была не единственной женщиной Тарноуэра. 10 марта 1980 года вооружённая пистолетом Джин Харрис пришла в особняк к Тарноуэру. Никто не видел, что произошло, но экономка Тарноуэра услышала выстрелы и вызвала полицию. Приехавшие полицейские обнаружили раненого Тарноуэра, который был ещё жив. Позже установили, что он получил четыре пулевых ранения в голову. Он скончался по дороге в клинику. Всего через 8 дней ему должно было исполниться 70 лет.
Джин Харрис не признала своей вины и заявила на следствии, что приехала к Герману, чтобы покончить с собой, а он погиб совершенно случайно, пытаясь ей помешать. В 1981 году суд признал её виновной в убийстве Германа Тарноуэра и приговорил к 15 годам тюремного заключения.

## В массовой культуре
- Х/ф. «Народ против Джин Харрис» (1981).
- Т/ф. «Миссис Харрис» (2005) (роль доктора Тарноуэра исполнил Бен Кингсли).